# دانشگاه تارتو
دانشگاه تارتو (به استونیایی: Tartu Ülikool) دانشگاه ملی کشور استونی است. این دانشگاه در شهر تارتو واقع است.
تأسیس اولیه این دانشگاه در سال ۱۶۳۲ میلادی بوده اما مابین سال‌های ۱۷۱۰ تا ۱۸۰۲ فعالیتی نداشته‌است.

## دانشکده و کالج‌ها
- دانشکده پزشکی
- دانشکده فلسفه
- دانشکده تربیت بدنی
- دانشکده علم و تکنولوژی
- دانشکده اقتصاد
- دانشکده ریاضی-انفورماتیک
- دانشکده علوم اجتماعی
- دانشکده الهیات
- دانشکده حقوق
- کالج آکادمی فرهنگ ویلیاندی
- کالج پارنو
- کالج ناروا
- کالج اروپا

## همکاری‌های بین‌المللی
- دانشگاه ملبورن
- دانشگاه تورنتو
- دانشگاه هلسینکی
- دانشگاه تورکو
- دانشگاه تفلیس
- دانشگاه گوتینگن
- دانشگاه گریفزوالد
- دانشگاه هامبورگ
- دانشگاه کیل
- دانشگاه وستفالی ویلهلم، مونستر
- دانشگاه آتن
- دانشگاه بوداپست
- دانشگاه هوکایدو
- دانشگاه واسدا
- دانشگاه لتونی
- دانشگاه ویلنیوس
- دانشگاه آمستردام
- دانشگاه گرونینگن
- دانشگاه دولتی سن پترزبورگ
- دانشگاه سولزبری
- دانشگاه دولتی مسکو
- دانشگاه گرانادا
- دانشگاه یوتبری
- دانشگاه لوند
- دانشگاه اوپسالا
- دانشگاه استانبول
- دانشگاه کارولینای شمالی در گرینزبورو
- دانشگاه ویرجینیای غربی

## نگارخانه

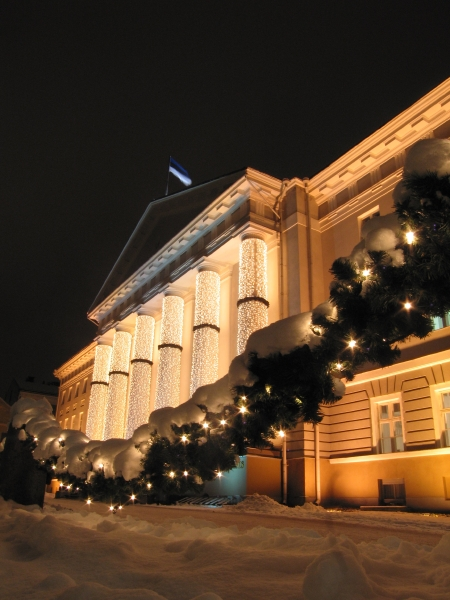
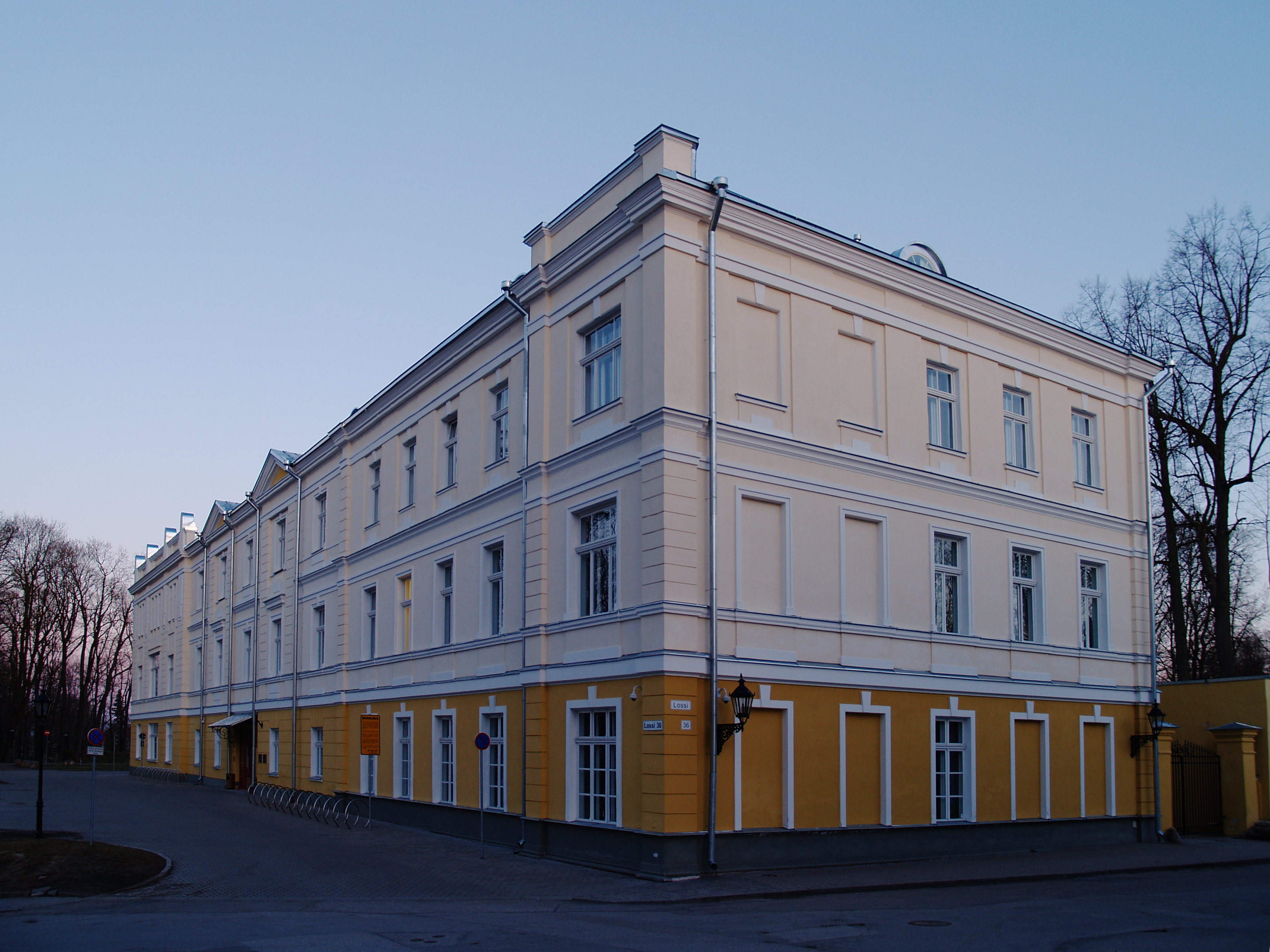
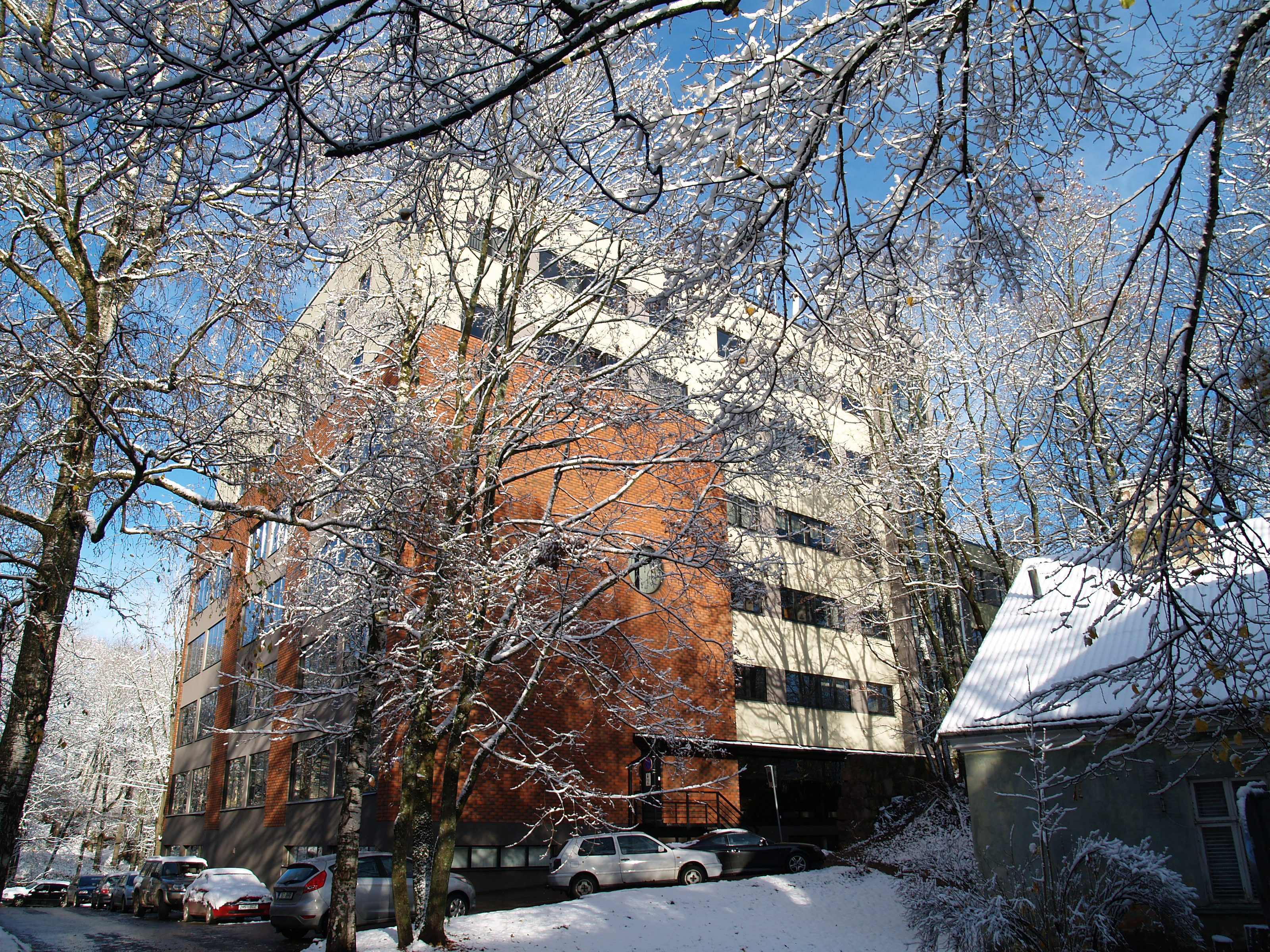
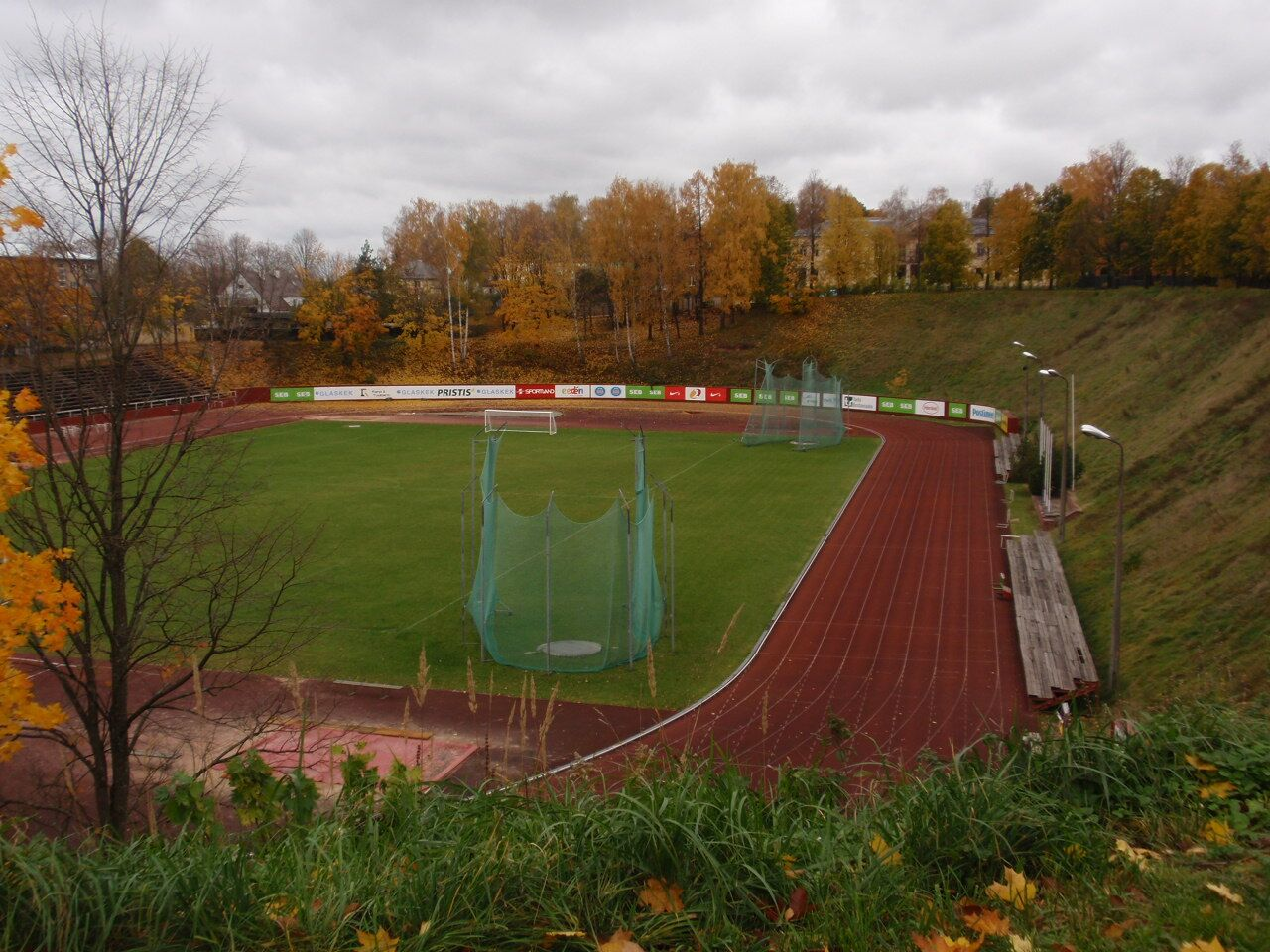
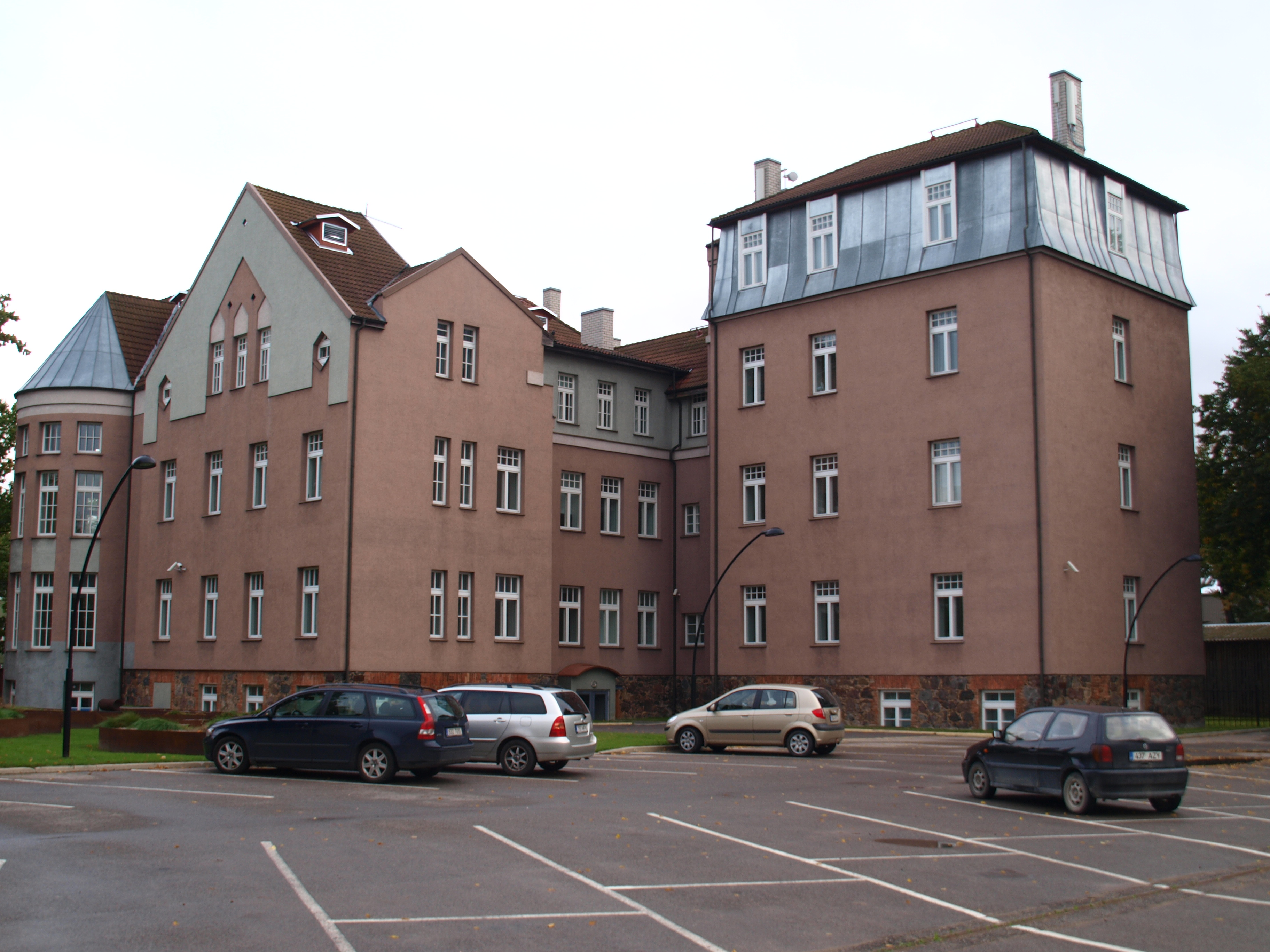
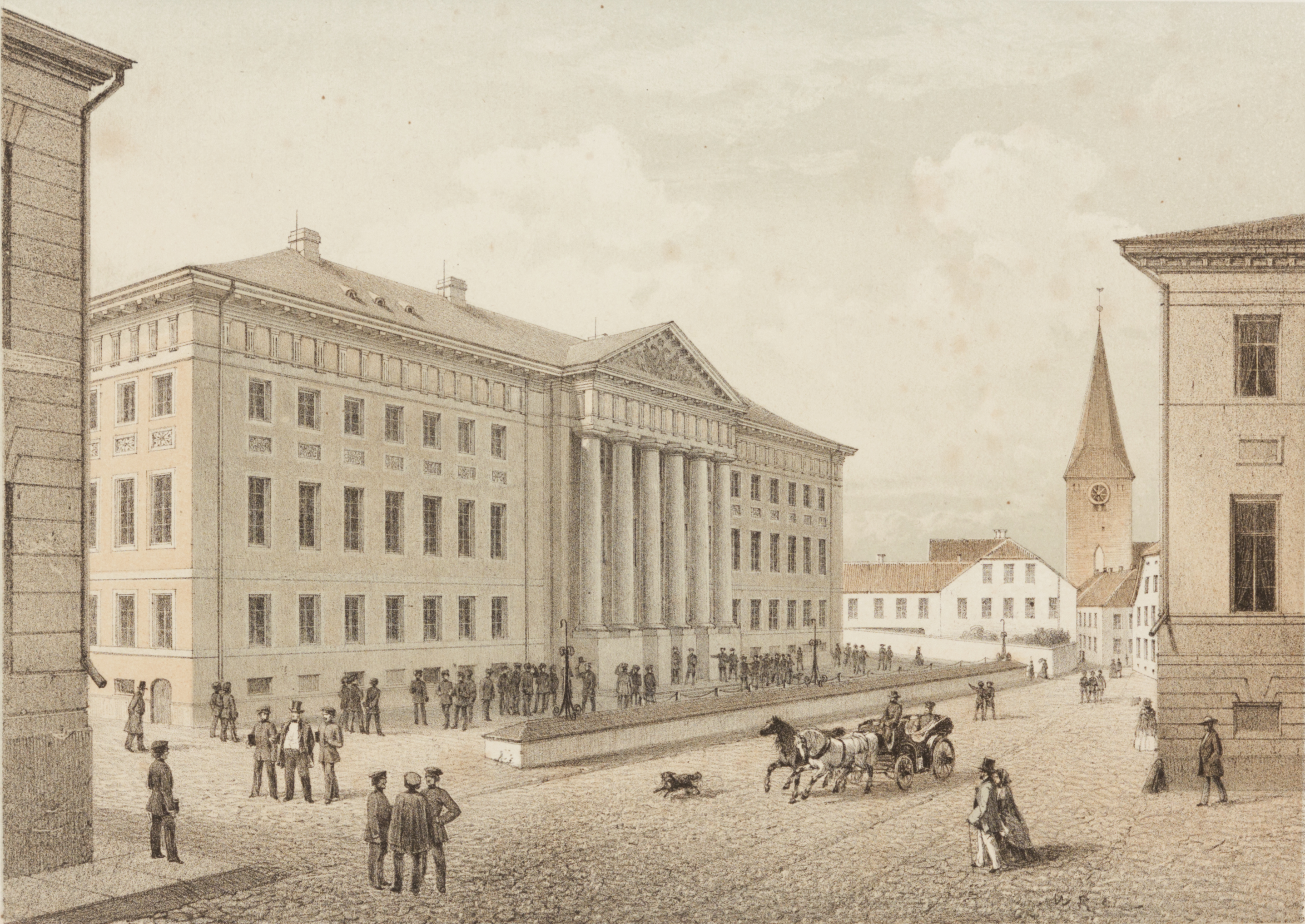
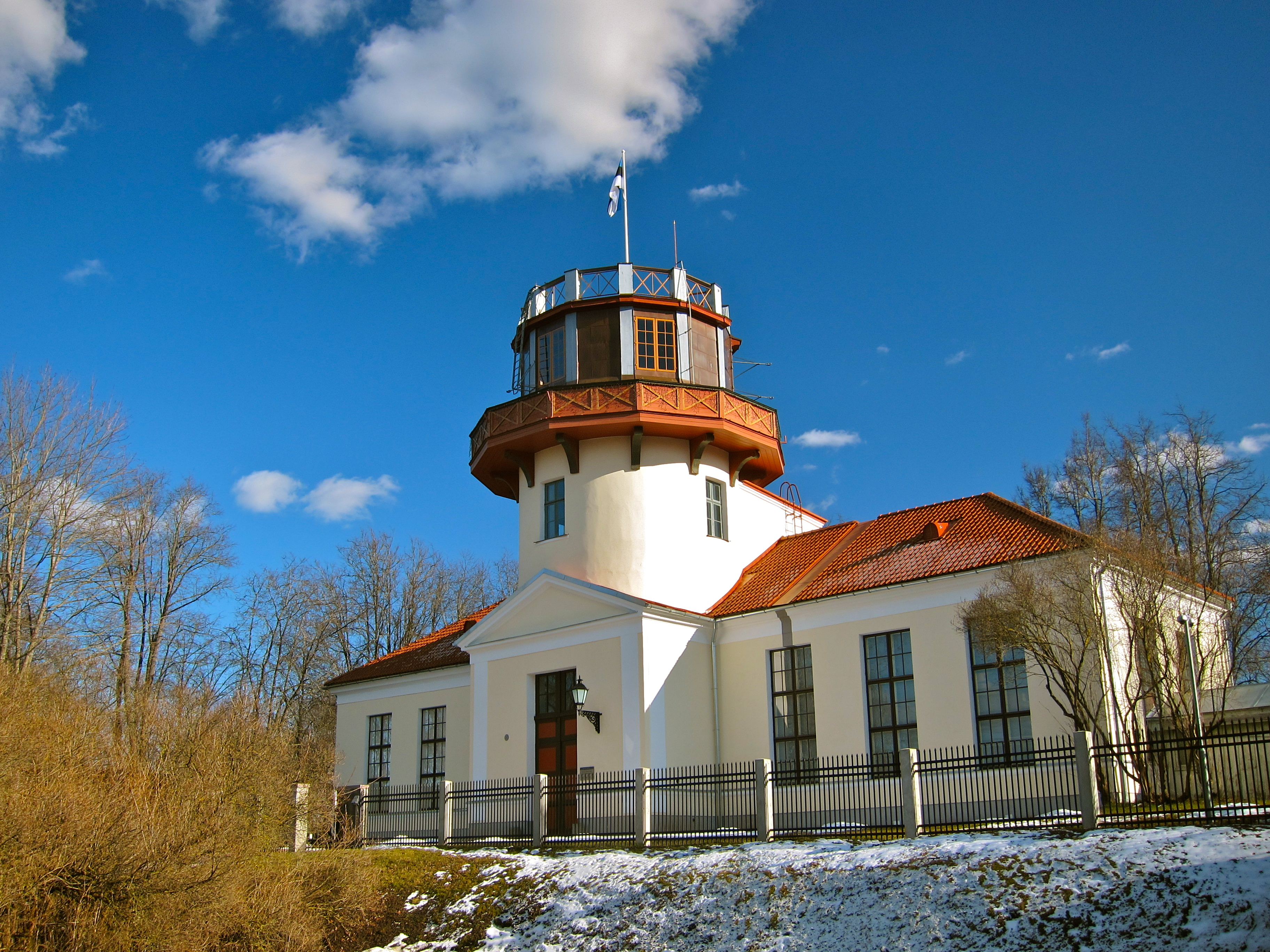
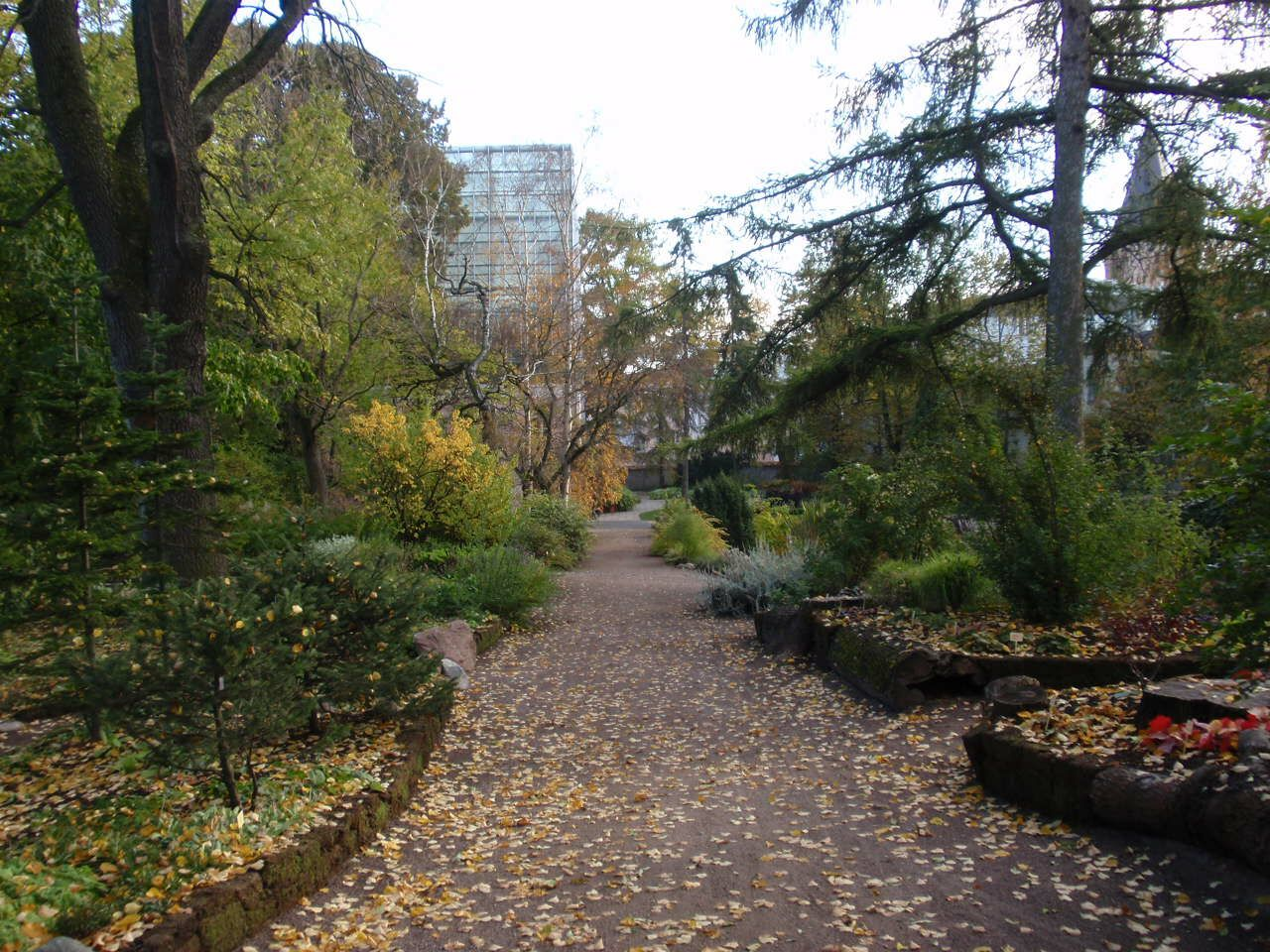